# 新別府駅

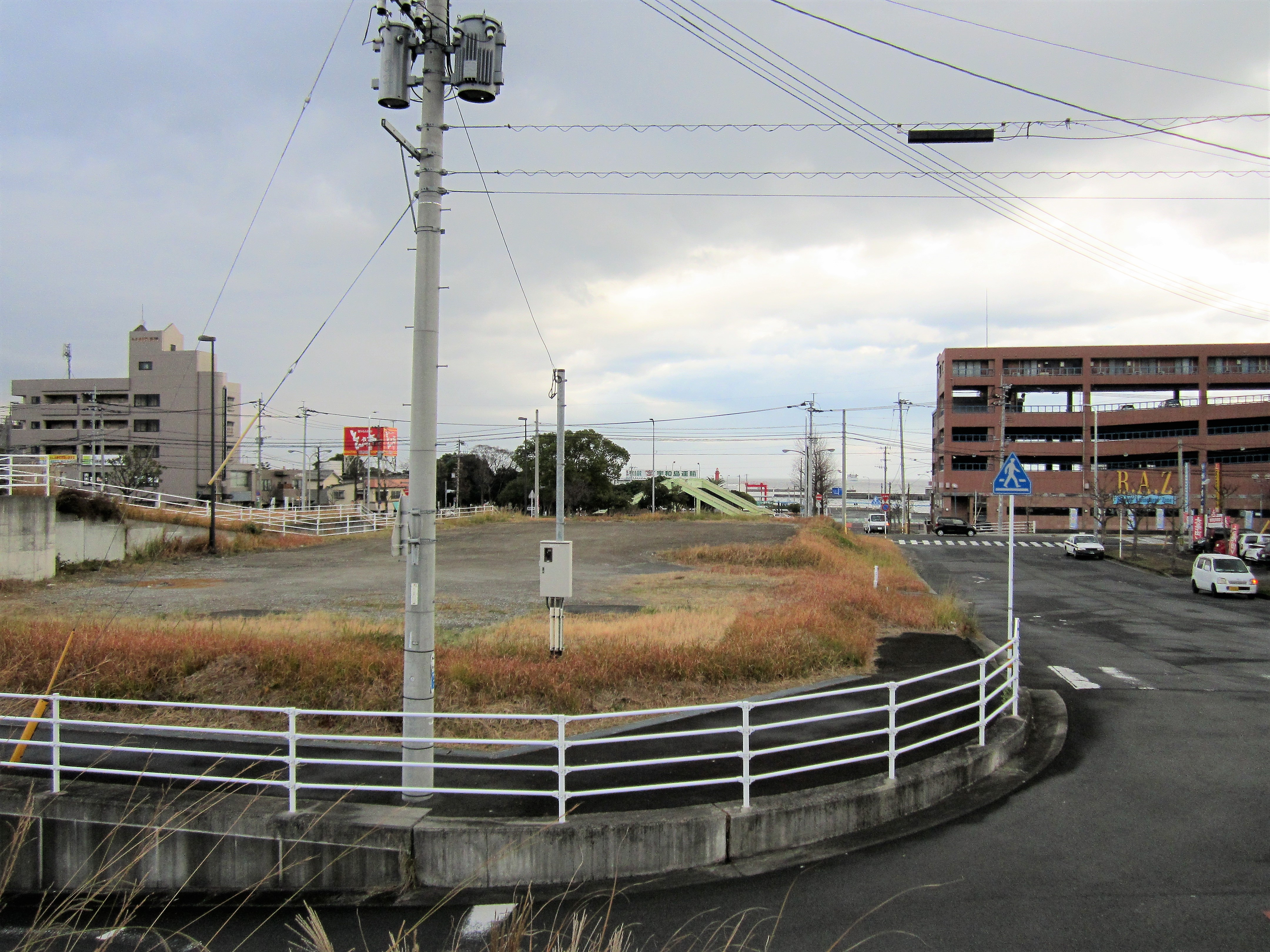
観光港側の取付道路

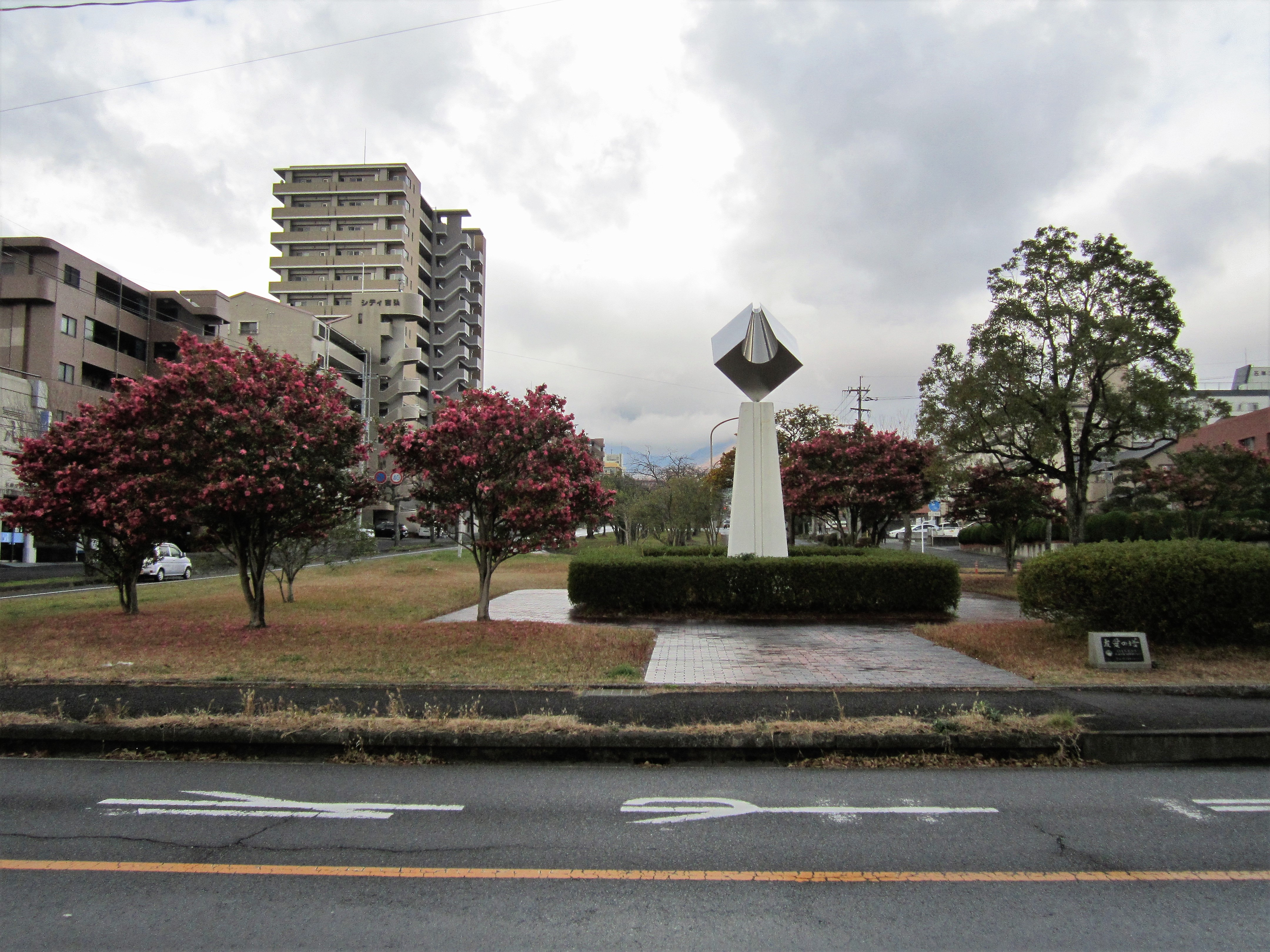
山手側の駅前予定地

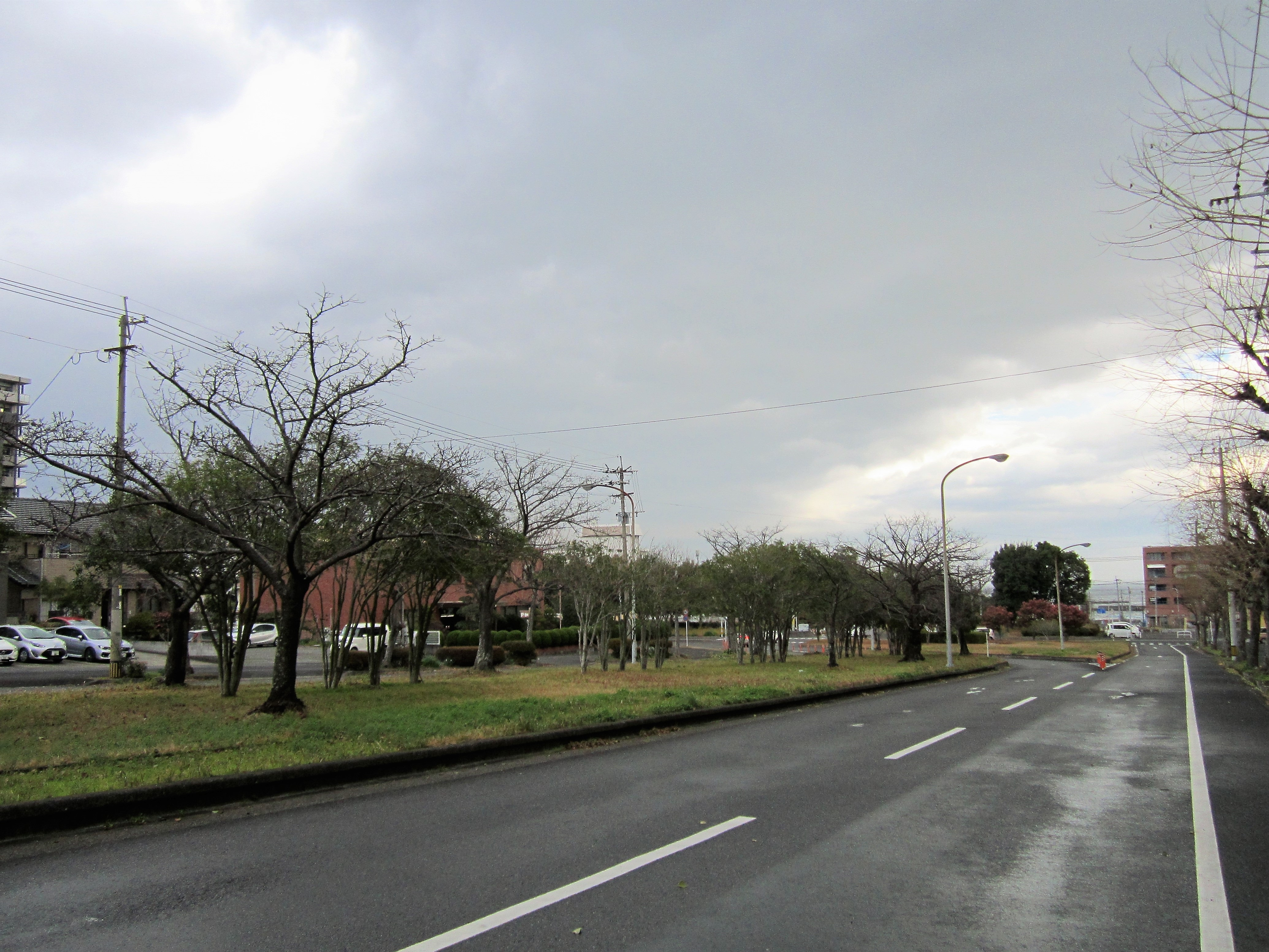
山手側の大通り

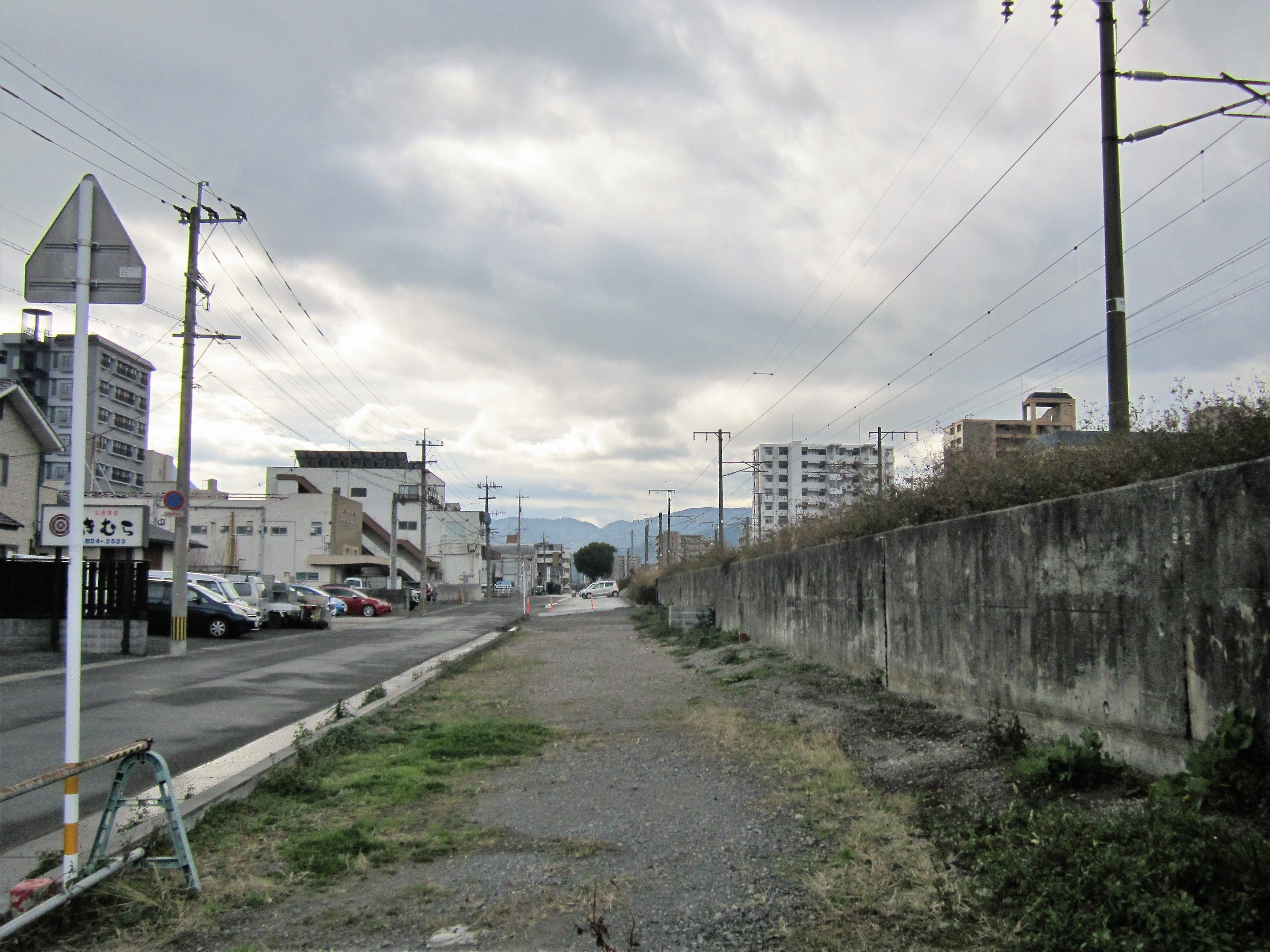
線路と側道の間の空間（観光港側）

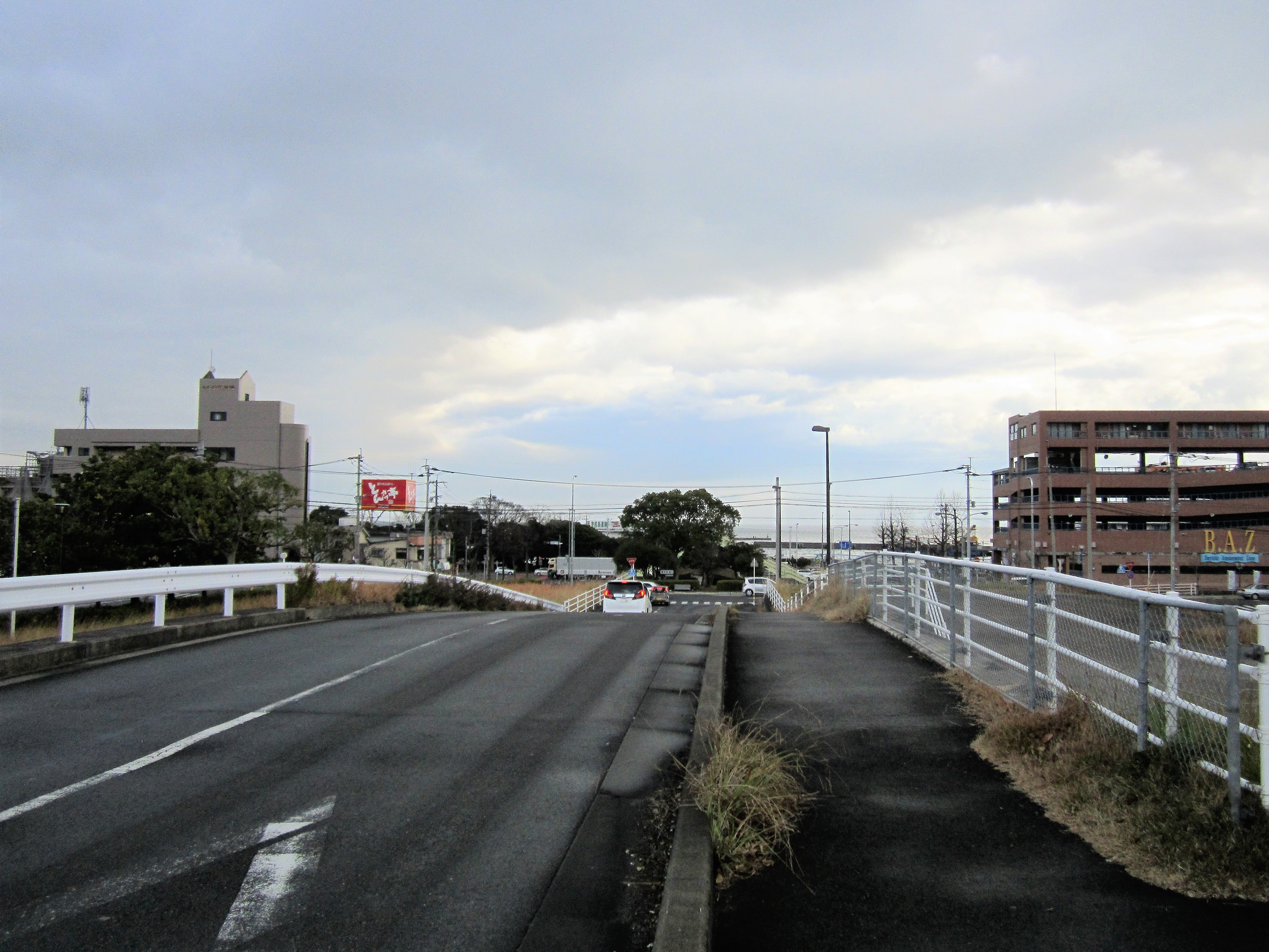
改修された吉弘踏切と観光港を結ぶ道路

新別府駅（しんべっぷえき）は、大分県別府市に建設が計画されていた日本国有鉄道日豊本線の新駅（未成駅）である。新別府駅という名称は仮称であり、正式名称ではない。

## 経緯
1951年（昭和26年）、旧別府港（楠港）に代わる港湾として、別府国際観光港が着工された。当時の別府観光の主要な交通機関は航路と鉄道であったが、旧別府港が中心市街地のすぐそばの海岸に位置し、別府市の中心駅である別府駅からも近かったのに対して、新しい観光港は中心市街地や別府駅から北に2km以上離れていた。このため、翌1952年（昭和27年）に、別府港の移転に合わせて、別府駅を観光港正面に移転する構想が発表された。しかし、別府駅周辺の住民が強く反対したことなどから移転は実現に至らず、別府駅付近の高架化と現在地での駅舎建て替えとが進められて、1966年（昭和41年）には高架化及び新駅舎が完成した。
一方、別府駅の現在地での建て替えにより移転が実際上困難になったことを受けて、移転予定地に小規模な駅を新設する構想が浮上。新駅には新別府駅という仮称が付けられた。そして、駅予定地周辺では日豊本線の観光港側、山手側の両方でインフラの整備が進められた。

### 観光港側の整備
別府国際観光港側では、別府観光港前の国道10号から駅予定地までの91mの取付道路である別府国際観光港前線と、6,430m2の駅前広場とが、 1960年（昭和35年）5月17日に都市計画決定された。この道路は片側2車線で、両側車線の間の大きな中央分離帯には花時計が設けられて地域のシンボル的存在となった。その後、花時計は撤去されている。

### 山手側の整備
一方、山手側では、移転構想当時の1952年（昭和27年）7月3日に市道が都市計画決定されていた。この道路は計画では駅予定地から山手方面に延びて明礬温泉に至る延長5,506mの市道で、駅予定地から石垣中央通りまでの約400mの区間には片側2車線の道路と幅広の中央分離帯が整備された。この道路には計画された新駅の名称を織り込んで、新別府駅明礬線（通称：観光港大通り）という名称が付けられている。さらに、1963年（昭和38年）12月28日には4,000m2の駅前広場が都市計画決定され、整備された。
このように、駅予定地を挟んで観光港及び山手方向にはそれぞれ市道が整備され、特に山手側の道路は観光港大通りという通称で呼ばれているが、実際には日豊本線に阻まれて観光港には直通しておらず、観光港側とは狭隘な吉弘踏切で結ばれているのみであった。
また、新駅の予定地付近では現在でも線路と側道の間に空間が広くとられており、新駅設置用の敷地が確保されていたことが分かる。

### 別府大学駅の開業
その後、1987年（昭和62年）には、亀川駅〜別府駅間に別府大学駅が開業。別府大学駅は新別府駅予定地の北側に位置しており、その距離は約1.5kmしかないため、今後、駅予定地に駅が設置される可能性は低くなった。

### 吉弘踏切の移設
さらに、2006年（平成18年）には、狭隘でたびたび事故が起こり危険性が指摘されていた吉弘踏切の改修が決まり、2009年（平成21年）3月9日には、新駅や駅前広場の予定地であった空き地のほぼ真ん中を2つに分断して片側1車線で大型バスも通行可能な道路と新しい吉弘踏切が完成した。このため、現状では駅の設置は不可能となっている。